# Innsbrucker Platz
Innsbrucker Platz ligger i stadsdelen Schöneberg i Berlin, på gränsen mot stadsdelen Friedenau.  Här finns stationen Innsbrucker Platz på Berlins ringbana och Berlins tunnelbanas linje U4. Platsen domineras sedan 1979 av sin anslutning till stadsmotorvägen A100. Den stora infartsgatan Hauptstrasse, som utgör en del av Bundesstrasse 1, leder över torget i nord-sydlig riktning.